# Гордєєв Віктор Сергійович
Ві́ктор Сергі́йович Гордє́єв (* 22 червня 1945, Сатка Челябінської області) — український скульптор, 1974 — член НСХУ, 2001 — заслужений художник України.

## З життєпису
1971 року закінчив НАОМА, вчителі В. Бородай, В. Швецов. Після закінчення навчання працює на Кримському художньо-виробничому комбінаті.
Серед його творів:
- пам'ятники О. Суворову — 1987, Севастополь,
- Б. Хмельницькому — 1989,
- адміралу Кузнецову — 2000,
- «Жертвам Чорнобиля» — 2001,
- О. С. Пушкіну — в Ялті, 2010, проектував.

Автор проекту архітектурно-меморіального комплексу пам'яті Ю. Богатикова в Сімферополі.
Проживає в Сімферополі.